# Robertinidae
Robertinidae es una familia de foraminíferos bentónicos de la superfamilia Robertinoidea, del suborden Robertinina y del orden Robertinida. Su rango cronoestratigráfico abarca desde el Paleoceno hasta la Actualidad.

## Clasificación
Robertinidae incluye a las siguientes subfamilias y géneros:
- Subfamilia Alliatininae
  - Alliatina
  - Alliatinella
  - Cerobertina
  - Cushmanella
  - Geminospira
  - Pseudobulimina †
  - Sidebottomina
- Subfamilia Robertininae
  - Robertina
  - Robertinoides

Otros géneros considerados en Robertinidae son:
- Fawcettia de la subfamilia Alliatininae, aceptado como Alliatinella
- Geminospiroides de la subfamilia Alliatininae, aceptado como Geminospira
- Pseudononionella de la subfamilia Alliatininae, aceptado como Alliatinella
- Subcerobertina de la subfamilia Alliatininae, aceptado como Alliatinella
- Subcushmanella de la subfamilia Alliatininae, aceptado como Alliatinella